# Big Muff

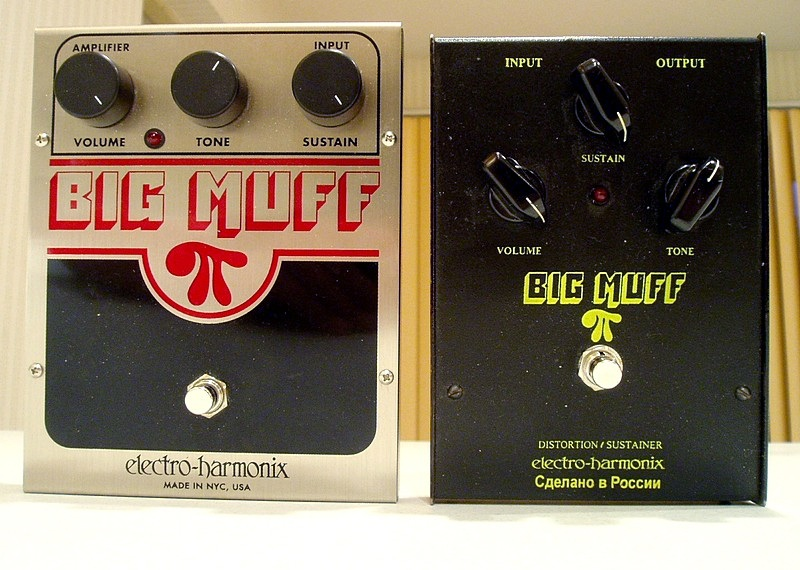
Zwei Big Muffs für E-Gitarre (US-amerikanische Version links, russische Version rechts)

Der Big Muff ist ein Verzerrer-Effektgerät für E-Gitarre und E-Bass, das sowohl von Electro-Harmonix (NYC) als auch als günstigere Variante von der russischen Tochtergesellschaft Sovtek hergestellt wird. Die E-Bass-Version ist dabei speziell auf tiefere Frequenzbereiche ausgelegt und verringert dadurch den für Verzerrer typischen und hörbaren Verlust an Druck des Basssignals. Die Klangregelung konnte bei einigen älteren Modellen mittels Schalter überbrückt werden.

## Geschichte
Der Big Muff wurde Anfang der 1970er auf den Markt gebracht. Damals wurde er schon von David Gilmour und Carlos Santana verwendet. Im Gegensatz zum weit verbreiteten Gerücht benutzte Jimi Hendrix keinen Big Muff, wie er heute erhältlich ist, da die Serienproduktion des Big Muff vor 1970, dem Todesjahr Hendrix’, nicht erhältlich war. Mike Matthews, der Entwickler des Big Muff, behauptete aber, dass Jimi Hendrix einen Prototyp des Verzerrers verwendete, der ihm so gefiel, dass er ihn auf dem nächsten Album verwenden wollte.

## Varianten
Aktuelle Varianten im regulären Verkauf:
- Electro-Harmonix Big Muff Pi (NYC) mit Silbermetallikgehäuse und rot-schwarzem Aufdruck
- Electro-Harmonix Little Big Muff Pi (NYC) entspricht dem Big Muff Pi (NYC), aber mit kleinerem Gehäuse
- Electro-Harmonix Nano Big Muff, entspricht dem Big Muff Pi (NYC), mit Nano-Gehäuse (entspricht MXR-Standardmaßen)
- Electro-Harmonix Big Muff Pi (NYC) mit Tone Wicker, entspricht dem Standardmodell, aber mit zusätzlichen Tonumschaltmöglichkeiten
- Electro-Harmonix Green Russian Big Muff, grünes Nano-Gehäuse, Schaltkreis des grünen Sovtek Big Muff Pi
- Electro-Harmonix Ram's Head Big Muff, silbernes Nano-Gehäuse, Schaltkreis des Ram's Head Big Muff Pi
- Electro-Harmonix Op-Amp Big Muff Pi, Nano Gehäuse mit orange-schwarzem Aufdruck, Schaltung des OP Amp Big Muff Pi
- Electro-Harmonix Triangle Big Muff Pi, silbernes Nano-Gehäuse, Schaltkreis des Triangle Big Muff Pi
- Electro-Harmonix / Sovtek Deluxe Big Muff Pi, cremefarbenes Gehäuse, Schaltkreis des „Civil War“ Big Muff Pi, zuschaltbarer Mitten-Schaltkreis
- Electro-Harmonix Bass Big Muff Pi Distortion/Sustainer mit grün-schwarzem Aufdruck
- Electro-Harmonix Deluxe Bass Big Muff Pi mit Druckgussalugehäuse und grün-schwarzem Aufdruck, schaltbarer High- und Low-Pass
- Electro-Harmonix Nano Bass Big Muff Pi, mit Nano-Gehäuse mit grün-schwarzem Aufdruck und Tone-Kippschalter

## Bekannte Lieder und Musikalben, in denen der Big Muff verwendet wurde
- Ben Folds Five – Bassist Robert Sledge verwendete den Big Muff in fast jedem Lied.
- Carpenters – Goodbye to Love – Das Gitarrensolo wurde von Tony Peluso mit einem Big Muff gespielt.
- The Black Keys – 10 A.M. Automatic, Till I Get My Way
- Bush – Glycerine
- The Cows – Two Little Pigs (verwendet auf einem E-Bass)
- Depeche Mode – Big Muff
- Dinosaur Jr. – Mountain Man
- Flipper – Sacrifice (Sex Bomb Baby Version). Der Verzerrer wird mit einem E-Bass verwendet und wurde durch den Hilfeingang anstatt des normalen Eingangs geführt. Dies lässt einen raueren Ton entstehen.
- KoRn Blind – Gitarrist Brian Phillip „Head“ Welch verwendet den Big Muff, um einen knirschenden Ton zu bekommen. Er wird auch auf Liedern wie Need To verwendet.
- Metallica – (Anesthesia) Pulling Teeth, For Whom the Bell Tolls, Creeping Death, The Call Of Ktulu und Orion. Auf allen Liedern zur Zeit von Cliff Burton, die einen verzerrten E-Bass aufweisen, wird ein Big Muff verwendet.
- Mudhoney – Touch Me I'm Sick, Who You Drivin' Now, Fuzzgun '91, Check Out Time, A Thousand Forms of Mind, This Gift, Here Comes Sickness, Suck You Dry, Beneath the Valley of The Underdog, sowie viele andere Lieder. Er wird oft vom Gitarristen Steve Turner verwendet.
- Muse – Bassist Chris Wolstenholme verwendet einen russischen Big Muff Pi in den meisten Liedern, oft in Verbindung mit einem Akai Deep Impact SB1 Pedal. Besonders zu hören in Hysteria.
- Nirvana – Lithium (schwer zu hören aber gemäß Butch Vig, der das Album produzierte, verwendet), Breed (sehr leicht zu hören, wenn die Gitarre anfängt und aufhört) und Stay Away (zu hören während der letzten 15 Sekunden)
- Pink Floyd – Gitarrensolo auf Comfortably Numb und Riffs auf In the Flesh?. David Gilmour verwendet einen Big Muff von Sovtek auf der Bühne und als Teil seines charakteristischen Tons. David Gilmour verwendet ihn auch beim Intro von Sorrow auf dem Album A Momentary Lapse of Reason. Der Big Muff ist seit 1977 Gilmours Hauptverzerrer.
- Red Hot Chili Peppers – Verwendet auf mehreren Liedern von Stadium Arcadium für die Gitarrensoli, hörbar auf Strip My Mind und Wet Sand vom Gitarrist John Frusciante und ebenfalls auf mehreren anderen Alben wie Californication und vielen Gitarrensolos auf Konzertmitschnitten zu hören.
- Carlos Santana – Hope You're Feeling Better
- Slint – Nosferatu Man
- Sonic Youth – Mieux: De Corrosion (russische Sovtek-Version).
- The Smashing Pumpkins – Cherub Rock, Hummer, Quiet und andere Lieder auf den Alben Siamese Dream, Pisces Iscariot und Mellon Collie and the Infinite Sadness
- U2 – Bullet the Blue Sky, Love is Blindness
- Whirlwind Heat – Der Bassist Steve Damstra verwendet den Little Big Muff in fast jedem Lied.
- The White Stripes – Dead Leaves and The Dirty Ground, Aluminium, Black Math, Ball and Biscuit, Little Acorns, Hypnotize, Red Rain, und viele andere. Gitarrist Jack White verwendet den Big Muff als Teil seines einzigartigen Verzerrtons.
- Tocotronic – Dirk v. Lowtzow benutzt einen russischen Big Muff v. a. auf den frühen Alben für den typischen schmutzigen Tocosound.
- Young & Restless – Young and Restless verwendet einen Electro-Harmonix Double Muff auf den Liedern Satan, Police! Police! und Black.
- Wolfmother – Dimension (verwendet während des Nach-Refrains)
- Vigilante – Area 51 und Living Lies
- Patti Smith – Der Sound des Big Muff findet sich fast überall im Album Horses. Im Innencover findet man sogar ein Foto des Verzerrers.
- LostAlone – Am Anfang und Ende von Standing on the ruin of a beautiful empire (vom Album SayNoToTheWorld laut Sänger Steven Battelle)